# St. Georg (Darmstadt-Eberstadt)

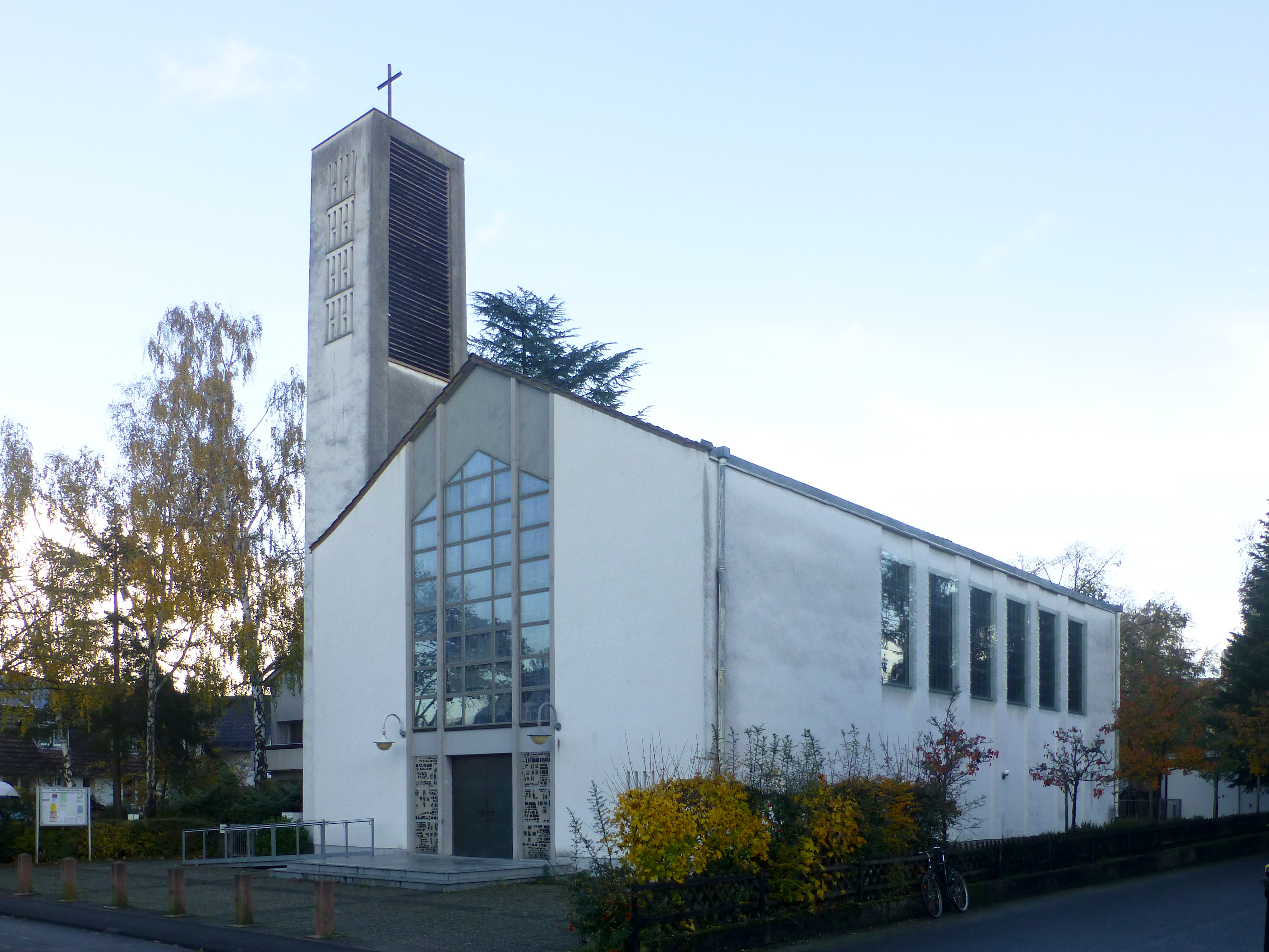
St.-Georg-Kirche in Darmstadt-Eberstadt

Die St.-Georg-Kirche ist eine römisch-katholische Kirche in Darmstadt-Eberstadt in Südhessen.

## Geschichte
In Eberstadt wurden 1875 die ersten katholischen Gottesdienste nach der Reformation gefeiert. 1907 bildete man aus den südlichen Gebieten von St. Ludwig zunächst die Pfarrei St. Josef. Weitere 50 Jahre später war die Eberstädter Kirchtannensiedlung so stark gewachsen, dass ein eigener Gottesdienstraum für die hier lebenden Katholiken erforderlich wurde. 
Das neue Kirchengebäude wurde 1961 fertig gestellt und geweiht, im folgenden Jahr wurde die Pfarrei St. Georg errichtet und der zugehörige Kindergarten eingeweiht. Das Pfarrhaus mit Pfarrsaal und Gemeinderäumen entstand 1970. Im Jahr 2015 wurde die Kirche umfassend renoviert.

## Orgel

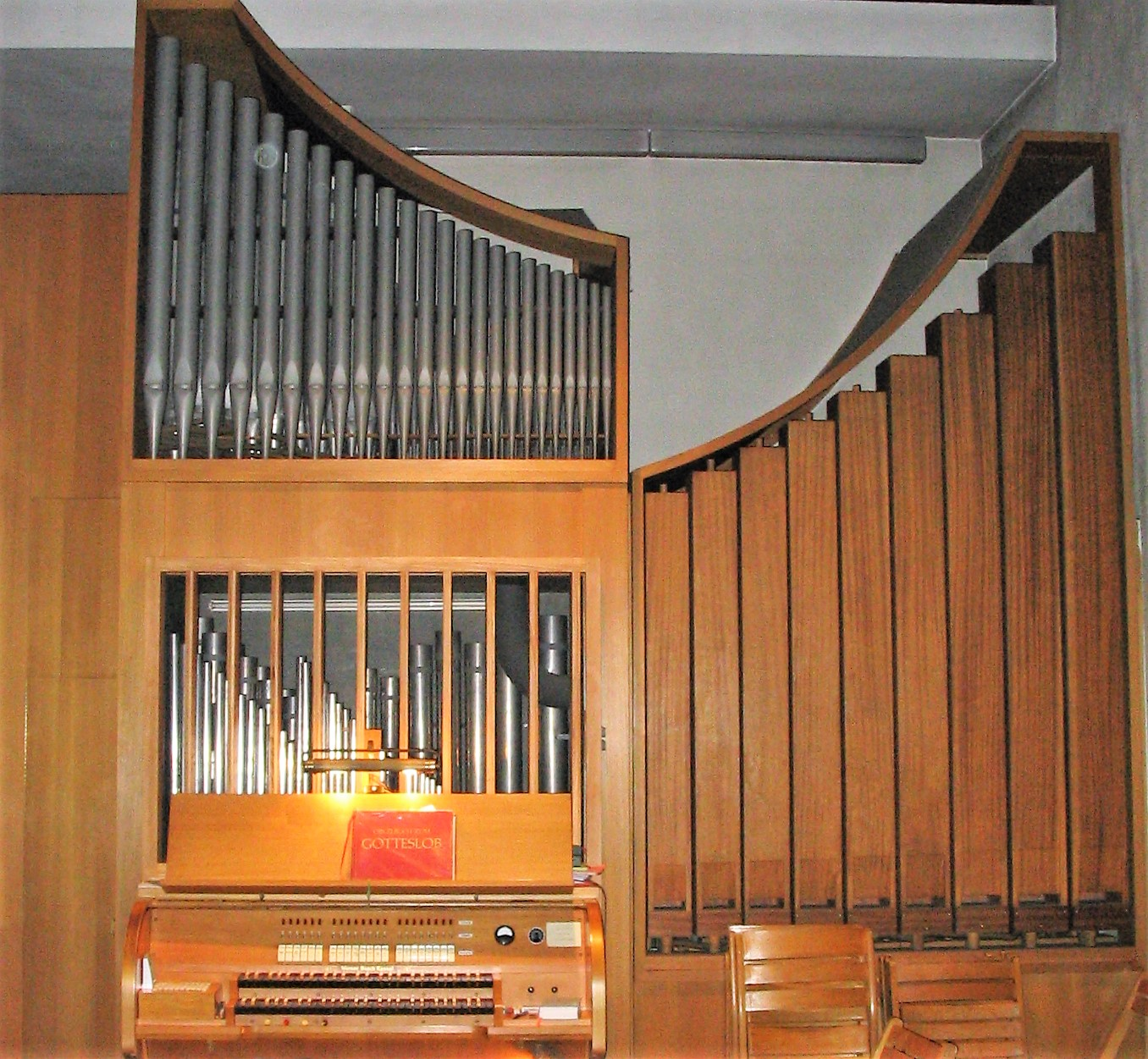
Orgel St. Georg, Darmstadt-Eberstadt, 2014

Die Bosch-Orgel von St. Georg wurde 1963 als Opus 327 erbaut. Sie besitzt Schleifladen mit mechanischer Spiel- und elektrischer Registertraktur. Das Instrument verfügt über 17 klingende Register, die auf zwei Manuale und Pedal verteilt sind. Die Disposition lautet:
| I Hauptwerk C–f3 |               |       |
| 1.               | Prinzipal     | 8′    |
| 2.               | Metallgedackt | 8′    |
| 3.               | Oktave        | 4′    |
| 4.               | Rohrflöte     | 4′    |
| 5.               | Nasat         | 2 ⁄3′ |
| 6.               | Superoktave   | 2′    |
| 7.               | Mixtur IV     | 1 ⁄3′ |

| II Schwellwerk C–f3 |                  |          |
| 8.                  | Gedackt          | 8′       |
| 9.                  | Koppelflöte      | 4′       |
| 10.                 | Principal        | 2′       |
| 11.                 | Quinte           | 1 ⁄3′    |
| 12.                 | Sifflöte         | 1′       |
| 13.                 | Krummhorn        | 8′       |
|                     | (freie Schleife) |          |
|                     | Tremulant        | regelbar |

| Pedal C–f1 |            |     |
| 14.        | Subbaß     | 16′ |
| 15.        | Oktavbaß   | 8′  |
| 16.        | Rohrpommer | 4′  |
| 17.        | Trompete   | 8′  |

- Koppeln: II/I, I/P, II/P
- Spielhilfen: 2 freie Kombinationen, Tutti